# Peter Jacob Hedde
Peter Jacob Hedde (* 24. November 1791 in Friedrichsgabekoog; † 6. Mai 1868 in Brunsbüttel) war ein Kirchspielvogt.

## Leben
Peter Jacob Hedde war ein Sohn des Kirchspielvogts Johann Hedde (* 1766 in Schafstedt) und dessen Ehefrau Anna Christiane (* 1769). Die Vorfahren väterlicherseits können bis um etwa 1450 in Dithmarschen nachgewiesen werden, wo sie viele Kirchspielvögte stellten.
Hedde besuchte eine Schule in Tellingstedt und von 1809 bis 1812 das Christianeum. Von 1813 bis 1814 studierte er an der Universität Kiel. Am 13. September 1815 übernahm er im Alter von 23 Jahren das Amt des Kirchspielvogts in Brunsbüttel und füllte dieses bis Lebensende aus.
1823 heiratete Hedde in Hanerau Helena Sophia von der Smissen. Das Ehepaar bekam drei Söhne und drei Töchter. Der Sohn Johann Hedde (1826–1915) kämpfte 1848 als Mitglied des Corps Holsatia im Studentencorps, war später letzter Kirchspielvogt in Dithmarschen und danach Amtsgerichtsrat in Altona. Der Sohn Heinrich Peter Hedde (* 1836) arbeitete als Advokat in Marne (Holstein). Die Tochter Agnes Dorothea zog bei der Heirat nach Kopenhagen und begründete dort eine große Familie.
Während der Februarflut 1825 gelang es Hedde durch persönlichen Einsatz und Mut, Brunsbüttel als einen der wenigen Orte vor einem Deichbruch zu bewahren. Dafür wurde er ein Jahr später zum Ritter des Dannebrogordens ernannt. Friedrich VI. (Dänemark und Norwegen) bot ihm auch die Stelle des Finanzministers an, die Hedde nicht annahm. 
Hedde galt als virtuoser Erzähler, den der König während seiner jährlichen Inspektionen in Kiel einlud und um Erzählungen bat. Hedde schrieb Memoiren zu Kindheit, Schul- und Universitätsbesuchen, die als Dokument zur Zeitgeschichte dieser Jahre angesehen werden können.